# رمپارت
رمپارت (به انگلیسی: Rampart) فیلمی‌است در ژانر درام محصول ۲۰۱۱ آمریکا. فیلم را اورن موورمن کارگردانی کرده‌است و فیلم‌نامهٔ آن را نیز موورمن و جیمز الروی مشترکاً نوشته‌اند. وودی هارلسون، آیس کیوب، ند بیتی و آن هیش در رمپارت به ایفای نقش پرداخته‌اند.
داستان فیلم دربارهٔ رسوایی رمپارت در اواخر دههٔ نود میلادی است.